# Довжицька волость (Харківський повіт)
Довжицька волость — адміністративно-територіальна одиниця Харківського повіту Харківської губернії.

Найбільші поселення волості станом на 1914 рік:
- село Довжик — 2300 мешканців.
- село Миронівка — 1168 мешканців.

Виконувачем обов'язків старшини волості був Шпангей Яків Іванович, волосним писарем — Долгополов Василь Іванович, головою волосного суду — Мирошник Семен Яковивич.